# Madill (Oklahoma)
Pour les articles homonymes, voir Madill.
La ville américaine de Madill est le siège du comté de Marshall, dans l’État de l’Oklahoma. Lors du recensement de 2010, elle comptait 3 770 habitants.

## Source
- (en) Cet article est partiellement ou en totalité issu de l’article de Wikipédia en anglais intitulé « Madill, Oklahoma » (voir la liste des auteurs).